# Neuroanatomie fonctionnelle
La neuroanatomie fonctionnelle est une branche de la neuroanatomie basée sur l’étude des relations entre d’une part le système nerveux central et périphérique et d’autre part les informations sur l’état du milieu extérieur dans lequel les sujets sont situés puis les comportements à organiser en fonction de celui-ci.